# Monte dei Porri

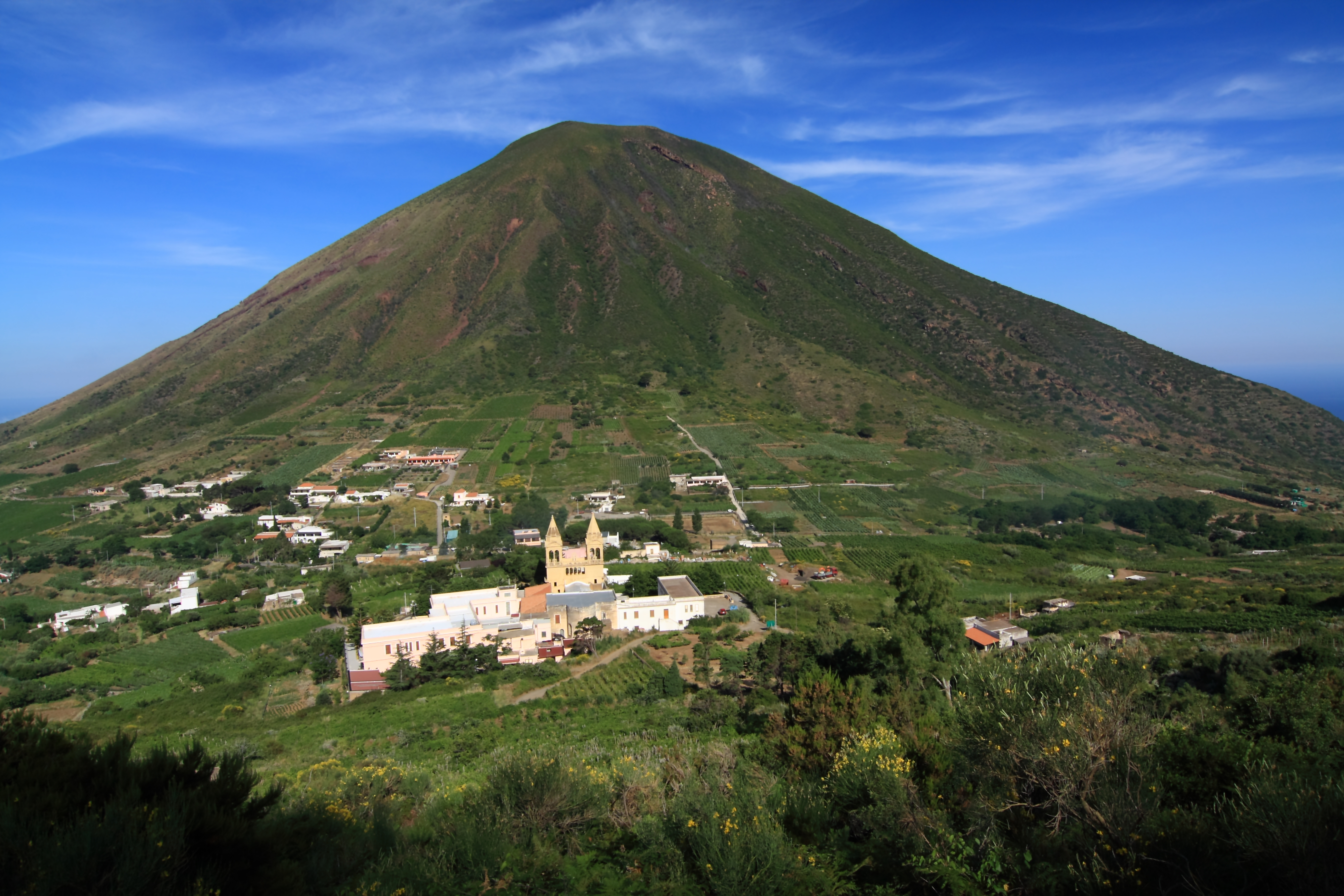
Il monte dei Porri e l'abitato di Valdichiesa

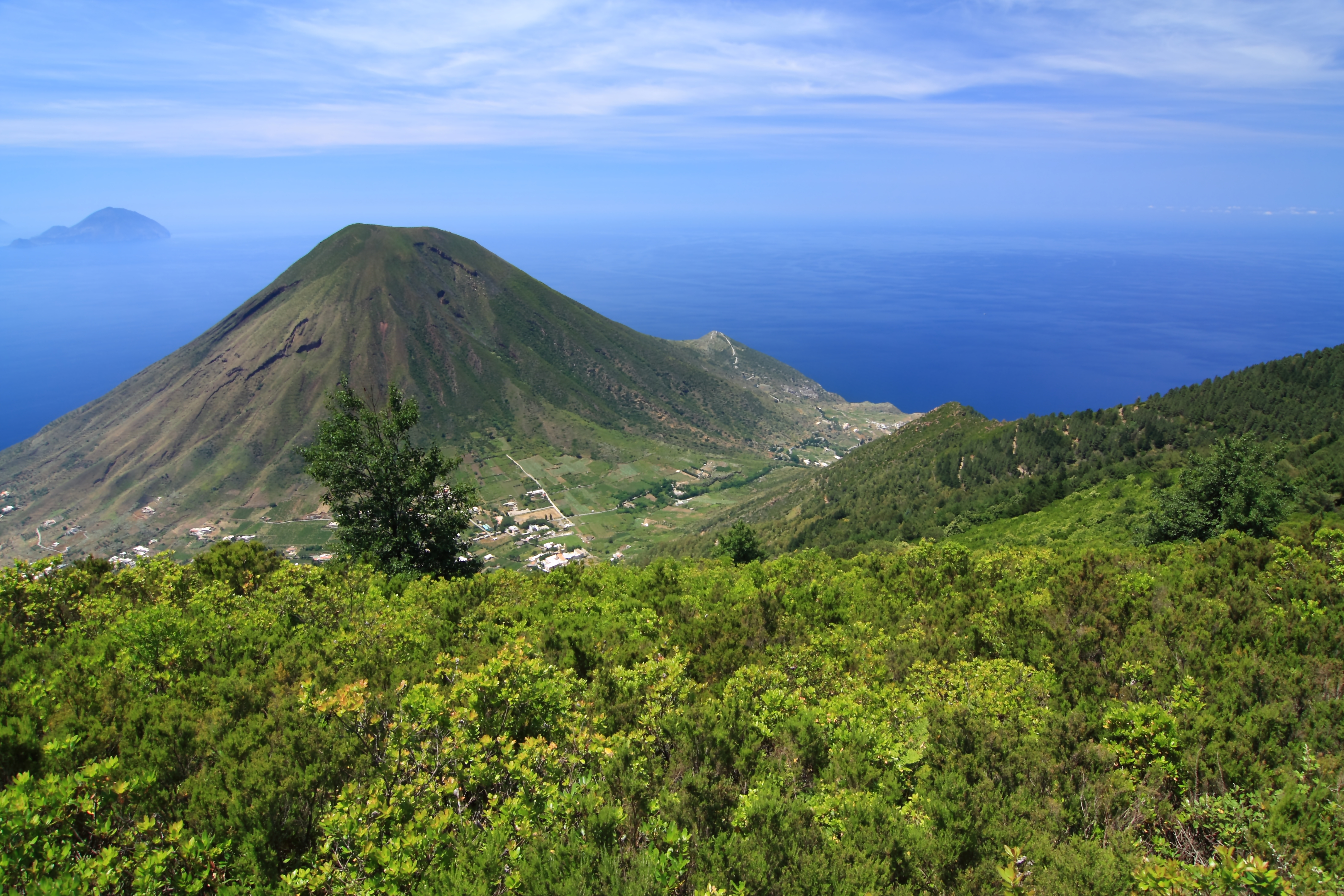
Il monte dei Porri visto dal monte Fossa delle Felci

Il monte dei Porri è un monte alto 860 metri dell'isola di Salina, nelle isole Eolie. È la terza cima dell'arcipelago, dopo il monte Fossa delle Felci e Stromboli.

## Il monte
Situato nella parte occidentale dell'isola, il monte è un vulcano estinto. Si formò nell'arco di tempo compreso tra 63 000 e 26 000 anni fa, grazie all'accumulo di lava e lapilli emessi dal vulcano stesso. Prende il nome dalla pianta del porro.
È separato dal monte Fossa delle Felci, la maggiore montagna di Salina, tramite un avvallamento in cui è presente l'abitato di Valdichiesa.
Nel 1984 è stata istituita la riserva naturale Le Montagne delle Felci e dei Porri, allo scopo di preservarne l'ambiente naturale.

## Flora e fauna
Le pendici del monte sono ricoperte di macchia bassa composta da cisto, erica, corbezzolo, lentisco, assenzio aromatico e numerose altre piante. È presente il biacco, l'unico serpente delle isole Eolie (non velenoso né aggressivo), il cui più grande predatore è la poiana.